# Szarłatów
Szarłatów – wieś w Polsce, położona w województwie wielkopolskim, w powiecie kolskim, w gminie Osiek Mały.
| SIMC    | Nazwa             | Rodzaj    |
| ------- | ----------------- | --------- |
| 0291300 | Szarłatów-Kolonia | część wsi |
| 1006648 | Zagaj             | część wsi |

W latach 1975–1998 wieś administracyjnie należała do województwa konińskiego.
Przed II wojnę światową wieś zamieszkiwała w większości ludność pochodzenia niemieckiego. Od XIX wieku we wsi funkcjonowała ewangelicka szkoła oraz cmentarz, który zlikwidowano w 2016 roku.